# Milesia metallica
Milesia metallica är en tvåvingeart som beskrevs av Charles Howard Curran 1931. Milesia metallica ingår i släktet Milesia och familjen blomflugor. Inga underarter finns listade i Catalogue of Life.